# Open Programming Language
Die Open Programming Language (OPL, früher Organiser Programming Language) ist eine Programmiersprache für das Betriebssystem Symbian OS, wie es auf dem Nokia Communicator und anderen Mobiltelefonen zu finden ist. Die Sprache wurde ursprünglich von Psion als Organiser Programming Language für den Organiser II (1986) entwickelt und für die weiteren PDAs der Firma verwendet.
Nachdem sich Psion 2001 aus dem PDA-Markt zurückgezogen hatte, wurde das Projekt als Open Source weitergeführt und das Akronym umgedeutet. Die Sprache wurde bis 2006 auf SourceForge vom Projekt opl-dev weiterentwickelt. Zwischenzeitlich gab es von Psion Teklogix eine Version für das Betriebssystem Windows CE.
OPL ist an BASIC angelehnt. Hier ist ein kleines Hallo-Welt-Programm:
```
PROC main:
  PRINT "Hello World"
  PAUSE 40
ENDP
```